# Gustavo Prado
Gustavo Prado Alves (ur. 6 czerwca 2005 w Rio de Janeiro) – brazylijski piłkarz występujący na pozycji środkowego lub bocznego pomocnika, od 2024 roku zawodnik Internacionalu.